# ألتا ألين
ألتا ألين (بالإنجليزية: Alta Allen)‏ هي ممثلة أمريكية، ولدت في 6 سبتمبر 1904 في أوكلاند في الولايات المتحدة، وتوفيت في 24 يوليو 1998 في بونسبورو في الولايات المتحدة.

## وصلات خارجية
- ألتا ألين على موقع IMDb (الإنجليزية)
- ألتا ألين على موقع قاعدة بيانات الأفلام السويدية (السويدية)
- ألتا ألين على موقع قاعدة بيانات الفيلم (الإنجليزية)
- ألتا ألين على موقع كينوبويسك (الروسية)